# Parallel
parallel je utilita příkazového řádku pro Linuxové a další Unixové operační systémy, která umožňuje uživateli spouštět shell skripty nebo jiné příkazy paralelně. Utilita je svobodný software, původně ji napsal Ole Tange v Perlu. Je k dispozici za podmínek licence GPLv3.

## Použití
Nejběžnějším použitím je nahrazení shellové smyčky, např.:
```
while
 
read
 
x
;
 
do

  
do_something
 
"
$x
"

done
 
<
 
list
 
|
 
process_output

```

za
```
parallel
 
do_something
 
<
 
list
 
|
 
process_output

```

kde soubor list obsahuje vstup pro skript do_something, a volitelný skript process_output zpracovává výstup skriptu do_something.
Utilita parallel umožňuje také:
- seskupení standardního výstupu a standardního chybového výstupu, aby se výstup všech úloh neslil dohromady;
- zachování pořadí výstupu tak, aby byl ve stejném pořadí jako vstup;
- správné zacházení se soubory, jejichž názvy obsahují speciální znaky, jako je mezera, jednoduché či dvojité uvozovky anebo ampersand.

Ve výchozím nastavení utilita pouští paralelně tolik úloh, kolik má CPU jader.

## Příklady
Příkaz find . -name "*.foo" -exec grep bar {} + je možné za použití utility parallel nahradit příkazem find . -name "*.foo" | parallel grep bar, který úlohu bude provádět paralelně.